# UCI-Cyclocross-Weltcup 1994/95
Beim UCI-Cyclocross-Weltcup 1994/95 wurden von Oktober 1994 bis Januar 1995 durch die Union Cycliste Internationale Weltcup-Sieger im Cyclocross ermittelt. 
Es gab ausschließlich Rennen für Männer in der Elite, die an fünf Weltcup-Stationen in fünf verschiedenen Ländern ausgetragen wurden.

## Elite

### Männer
| Rnd. | Datum             | Ort              | Erster                 | Zweiter             | Dritter          |
| ---- | ----------------- | ---------------- | ---------------------- | ------------------- | ---------------- |
| 1    | 16. Oktober 1994  | Wangen           | Dominique Arnould      | Pavel Camrda        | Emmanuel Magnien |
| 2    | 13. November 1994 | Azzano Decimo    | Daniele Pontoni        | Paul Herijgers      | Marc Janssens    |
| 3    | 11. Dezember 1994 | Yurre            | Daniele Pontoni        | Jérôme Chiotti      | Paul Herijgers   |
| 4    | 28. Dezember 1994 | Loenhout         | Radomír Šimůnek senior | Richard Groenendaal | Daniele Pontoni  |
| 5    | 15. Januar 1995   | Sablé-sur-Sarthe | Dominique Arnould      | Emmanuel Magnien    | Daniele Pontoni  |

Gesamtwertung
| Platz | Name                   | Punkte |
| ----- | ---------------------- | ------ |
| 1     | Daniele Pontoni        | 66     |
| 2     | Dominique Arnould      | 54     |
| 3     | Radomír Šimůnek senior | 51     |
| 4     | Adrie van der Poel     | 48     |
| 5     | Jérôme Chiotti         | 40     |
| 6     | Emmanuel Magnien       | 37     |